# 宁安农场
宁安农场是一个位于中华人民共和国黑龙江省牡丹江市寧安市的农场，亦是黑龙江省农垦牡丹江管理局所属的一个农场。
宁安农场始建于1947年6月13日，是全国第一个创建的国有农场，素有“国垦第一场”美誉。土地总面积11702公顷，其中耕地面积4000公顷、林地面积5651公顷，人口6569人。

## 行政区划
宁安农场下辖以下单位：
宁安场直社区、宁安农场第一管理区、宁安农场第二管理区和宁安农场第三管理区。